# معاداة الإنجليز

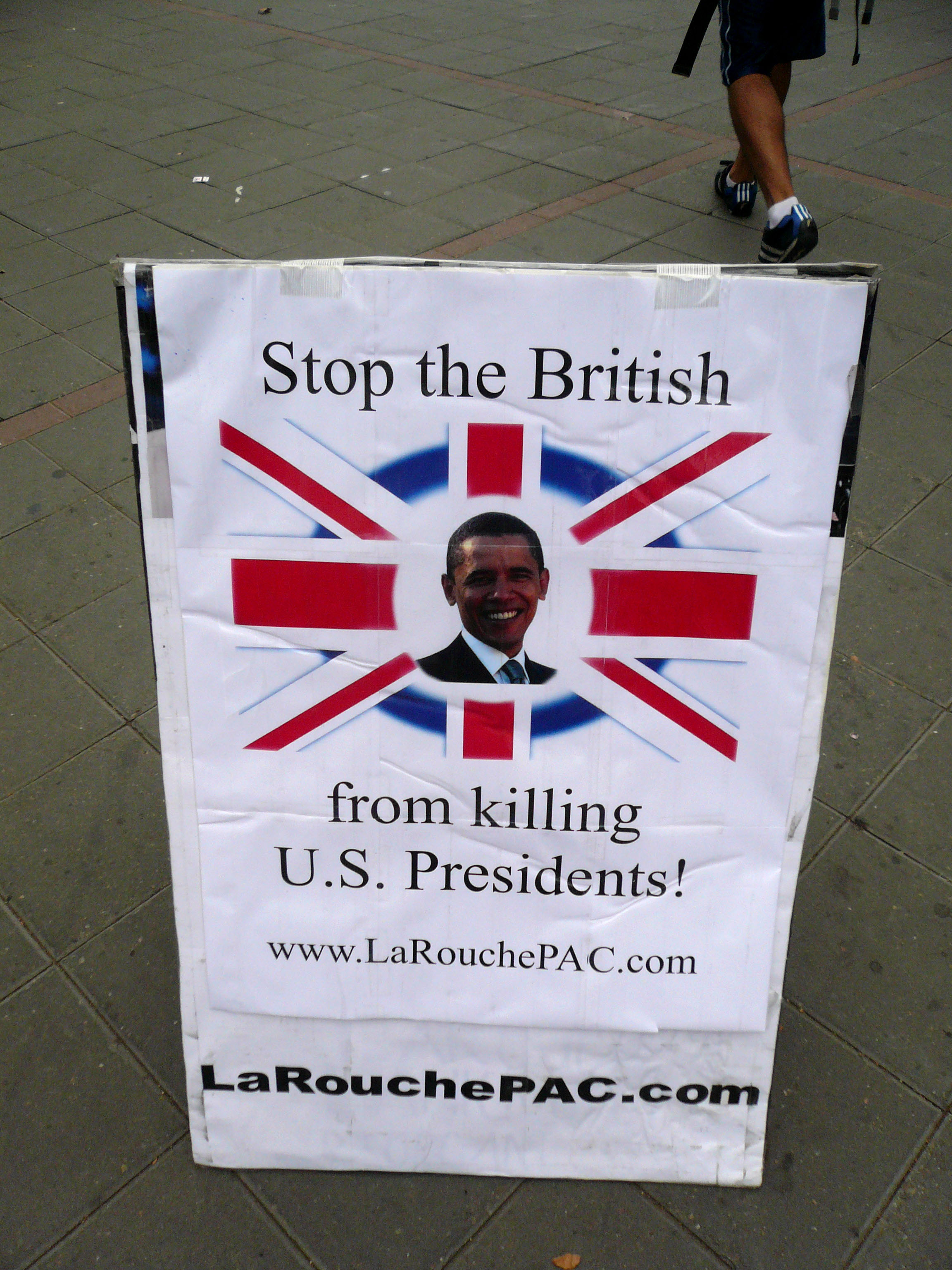
معاداة الإنجليز

تعني العاطفة المناهضة للإنجليزية أو الأنجلوفوبيا المعارضة أو النفور أو الخوف أو كره إنجلترا أو الشعب الإنجليزي. يُستخدم أحيانًا المصطلح على نحو حرّ للتعبير عن العاطفة المناهضة للإنجليز عمومًا، وعكسها الأنجلوفيليا.

## داخل المملكة المتّحدة
كتب جورج أورويل في مقالته «ملاحظات عن القومية» التي أعدّها في مايو عام 1945 ونُشرت كقضية أولى في المجلة التثقيفية «جدلي» (بالإنجليزية: بوليميك) في أكتوبر عام 1945، كتب أن القومية الويلزية والإيرلندية والاسكتلندية على أوجه من الاختلاف لكنها تتماثل في ميولها المناهضة للإنجليزية.

### اسكتلندا
في دراسة لعام 2005 أجراها حسين وميلار من قسم العلوم السياسية في جامعة غلاسكو، تحريا عن انتشار التوجه المناهض للإنجليزية بدلالة أو بربطها بمعاداة الإسلام في اسكتلندا. اقترحت إحدى نتائج التقرير أن «الرهاب» القومي له جذور مشتركة مستقلة عن القوميات التي يتجه إليها. تنص الدراسة على:
تقترب القومية الاسكتلندية من منافسة المستويات المنخفضة من التعليم كتأثير على الأنجلوفوبيا. علاوة على ذلك، يخفف أن يملك الفرد صديقًا إنجليزيًا من الأنجلوفوبيا بنفس قدر إنقاص معرفة صديق مسلم من الإسلاموفوبيا. ويُشير غالبًا نقص المعرفة بالإسلام إلى رفض أوسع للآخر، بسبب تأثيرها على الأنجلوفوبيا بقدر تأثيرها على الإسلاموفوبيا.
تستمر الدراسة في القول (عن الإنجليز المقيمين في اسكتلندا): «القليل من هؤلاء الإنجليز (فقط 16%) يرون أن الصراع بين الاسكتلنديين والإنجليز «خطير إلى حد ما». وجدت دراسة حسين وميلار أن الأنجلوفوبيا كانت أقل انتشارًا بقليل من الإسلاموفوبيا، لكن وعلى خلاف الإسلاموفوبيا، ارتبطت الأنجلوفوبيا مع إحساس قوي بالهوية الاسكتلندية.
في عام 1999 قال مفتش وشرطي العلاقات العرقية في لوثيان وشرطة الحدود إنه من الملاحظ الارتباط بين تأسيس البرلمان الإسكتلندي والحوادث المناهضة للإنجليزية.
من ناحية أخرى، اقترحت دراسة حسين وميلار أن الأنجلوفوبيا تراجعت قليلًا بعد تقديم التفويض في المملكة المتحدة.
في عام 2009، اعتُدي على امرأة من إنجلترا في هجوم مزعوم محرّض بالفكر المناهض للإنجليزية. ارتبطت أحداث مشابهة مع مباريات كرة قدم كبيرة وبطولات، بشكل خاص في البطولات العالمية حيث يجتمع الإنجليز والاسكتلنديون في فريق واحد. حدث فيض من الهجمات المناهضة للإنجليزية عام 2006 خلال كأس العالم لكرة القدم. في إحدى الحوادث، ضُرب ولد في السابعة من العمر يلبس قميص إنجلترا على رأسه في منتزه أدنبرة.

### ويلز
أقرّ البرلمان الإنجليزي قانوني 1535 و1542 من مرسوم ويلز، المعروفين أيضًا باسم «قوانين الاتحاد»، ضمّت ويلز إلى مملكة إنجلترا، واستُبدلت اللغة الويلزية باللغة الإنجليزية والقانون الإنجليزي. بشكل خاص، جعل البند العشرين من قانون 1545 الإنجليزية اللغة الوحيدة في المحاكم القضائية ونص على أن الذين استخدموا اللغة الويلزية لن يُعيّنوا في أي مكتب عام في ويلز. استُبدلت اللغة الويلزية في العديد من المجالات العامة، وتم تفعيل «لا للويلز» في بعض المدارس، واعتُمد ذلك لاحقًا كرمز للقمع الإنجليزي.
كانت القومية الويلزية منذ تمرّد الجليندر أو التمرد الويلزي في بدايات القرن الخامس عشر، غير عنيفة في المقام الأول. إلا أن المجموعة المقاتلة الويلزية (أبناء جليندر) قامت بهجمات حرائق معتمدة على المنازل الممتلكة من قبل الإنجليز في ويلز منذ عام 1979 حتى عام 1994، محرّضةً بالعاطفة الثقافية المناهضة للإنجليزية. أشعل أبناء جليندر أيضًا حرائق معتمدة في العديد من وكالات العقارات في ويلز وإنجلترا، وفي مكاتب حزب المحافظين في لندن.
في عام 2000، قال رئيس مجلس المساواة في خليج سوانسي: «إن التفويض قد جلب زيادة محتومة في السلوك المناهض للإنجليزية»، نقلًا عن 3 نساء اعتقدن أن هناك تمييزًا ضدّهن في عملهن بسبب عدم قدرتهن على التحدث بالويلزية. في عام 2001، قال دافيد اليس توماس وهو زعيم سابق لحزب «مربع النقش»، أن هناك جدل مناهض للإنجليزية في القومية الويلزية.

### إيرلندا الشمالية
هاجم الجيش الجمهوري الإيرلندي خلال صراع «المشاكل» بشكل أساسي أهدافًا في إيرلندا الشمالية وإنجلترا، وليس اسكتلندا أو ويلز، على الرغم من أن الجيش الجمهوري الإيرلندي وضع قنبلة في محطة سولوم فو الطرفية في شتلاند خلال زيارة الملكة في مايو عام 1981. على الرغم من ذلك، فإن أصل معظم الأشخاص في المجتمعات الموالية والاتحادية هو اسكتلندي وليس إنجليزي. في المجتمع البروتستانتي، يُعرّف الإنجليز مع السياسيين البريطانيين، وأحيانًا يُستاء من خروجهم من المجتمعات الموالية.

## خارج المملكة المتّحدة
في عام 1859، كتب جون ستيوارت مل في مقالته «بعض الكلمات عن عدم التدخّل» أن إنجلترا «تجد نفسها، فيما يتعلّق بسياستها الخارجية، متمسّكة بشيء من الأثرة والأنانية، كدولة لا تفكّر بشيء سوى التفوق على جيرانها» وحثّ رفاقه من أبناء وطنه ضد «الهوس بالعمل بدوافع أكثر لؤمًا من الدوافع التي تحرّكنا فعلًا.»

### إيرلندا
هناك تقليد طويل من الأنجلوفوبيا داخل القومية الإيرلندية. تأسس أغلبها بناءً على العداء الذي شعر به غالبًا الإيرلنديون الكاثوليك تجاه الأنجلو إيرلنديين، الذي كان بشكل أساسي أنجليكيًا. في إيرلندا وقبل المجاعة الكبرى، تعمّق العداء المناهض للإنجليزية وتجلّى بتزايد في العداء المناهض للإنجليزية المنظم من قبل الإيرلنديين المتحدين. بعد المجاعة الإيرلندية الكبرى، اعتمد العداء المناهض للإنجليزية في فلسفة وأساس الحركة القومية الإيرلندية. في مطلع القرن العشرين، ربطت حركة الإحياء الكيلتي البحث عن الهوية الثقافية والقومية مع تزايد العاطفة المناهضة للاستعمار والمناهضة للإنجليزية. تجلت الأفكار المناهضة للإنجليزية في المنظمات القومية التي اعتبرت قيمًا معزّزة للقيم المحلية الإيرلندية، مع ظهور مجموعات مثل شين فين. كان من بين الشعارات القومية المشهورة «عقبة إنجلترا هي فرضة لإيرلندا»، بالإضافة إلى الأغنية المناهضة للحرب العالمية الأولى «من هو عدو إيرلندا؟» التي استخدمت الأحداث الماضية ليُستنتج تباعًا أن العدو كان إنجلترا، علاوة على أن الشعب الإيرلندي تطلّع إلى «مجازاة هؤلاء الشياطين».
تأسست الرابطة الرياضية الغيلية «جي إيه إيه» عام 1884 كإجراء مضاد للرابطة الرياضية الأنجلو إيرلندية، التي عزّزت وأشرفت على الرياضات البريطانية مثل كرة القدم الإنجليزية في إيرلندا. تأسست الرابطة الرياضية الغيلية بناءً على الأفكار المناهضة للإنجليزية لتوماس كروك، مطران الكنيسة المطرانية كاشيل وإيميلي. ركّزت الرابطة الرياضية الغيلية منذ عام 1886 وحتى عام 1971 الكرامة القومية بوضوح على النشاطات المناهضة للإنكليزية. مُنع الأعضاء من الانتماء إلى المنظمات التي شاركت في الألعاب الإنجليزية وناهضت المنظمة الأنجلزة في المجتمع الإيرلندي.
مع تطوّر الرياضات أو الألعاب الإيرلندية بالإضافة إلى الفنون في أنحاء إيرلندا، عرّف المبشّرون الكيلتيون والقوميون خصائص ما سمّوه «السباق الإيرلندي». تطوّرت الهوية القومية من كونها القطب المعاكس للأنجلوسكسونيين، وغير ملوث بالمجتمع الأنجلو إيرلندي. عزّز المدرّسون في المدارس المحوطة الإحساس بالهوية القومية والتمييز الإيرلندي بالإضافة إلى التأكيد على مناهضة الإنجليزية عند الكاثوليك.
تكثّف الشعور بمناهضة الإنجليزية ضمن القومية الإيرلندية خلال حروب البوير، أدت إلى نشوء رهاب الأجانب أكّد عليه رهاب الإنجليزية، ونتج عنها وحدتين من المغاوير الإيرلنديين الذين حاربوا مع البوير ضد القوات البريطانية خلال حرب البوير الثانية (التي نشبت بين عامي 1899 و1902). كتب جاي. دونولي عضو في الفرقة، إلى محرّر صحيفة الأخبار الإيرلندية في عام 1901 قائلًا: «لم نحارب حبًا بالبوير، وإنما كرهًا بالإنجليز».